# 龍泓寺
龍泓寺位於四川省乐山市市中区大佛街道龙泓路社区九龍山（又名龍泓山）上，始建于宋，现存建筑为清代建筑。

## 历史[1]
龍泓寺始建於宋。《岩字石刻譜》載“山上有寺曰龍泓，創建於宋代，後漸傾廢，於明洪武中重建”，至清咸豐年間再次重建，今存正殿、後殿、左右廂房保存較好。正殿房樑上現尚有墨書題記“大清咸豐二年歲次壬子仲春穀旦重修，文生程繼升書”等字。該題記證實龍泓寺現存的殿堂廂房等均屬晚清建筑。
龍泓寺在抗日戰爭時期，國立武漢大學避難來樂，武漢大學師生籌資興學，修繕殿堂，在這裡成立了東山小學。使千年古剎又洋溢著琅琅的讀書聲。抗日戰爭勝利後，武漢大學遷返武漢珞珈山原址。解放初期意又為樂山師範學校附屬小學使用。不久附屬小學搬遷後，就一直由任家壩小學使用至今。
1956年8月16日，龍泓寺摩岩造像公佈為四川省第一批歷史及革命文物保護單位，有佛教造像大小約70餘龕。1980年7月7日因毀壞而註銷。1986年，龙泓寺公布為樂山市文物保護單位。

## 建筑[1]
該寺的建築形式是座東北向西南，平面呈四台院布局。現存的正殿、後殿、廂房等建築面積共為977.78平方公尺。占地面積約1100平方公尺。
- 正殿系木結構重檐歇山式屋頂，穿門式梁架，三穿用五柱。屋面覆蓋小青瓦，徹上明造；面闊三間12.6公尺，進深四間15.2公尺，通高6.5公尺，柱徑0.2公尺，紅砂石鼓形柱礎高0.2公尺。素面台基高0.65公尺，三級階梯踏道。
- 左右廂房面闊各六間17.5公尺，進深一間4.3公尺，通高5.5公尺。廂房外兩側有小天井兩個各長2.5公尺，寬2.2公尺。
- 後殿系木結構單檐懸山式屋頂，抬梁，穿斗混合梁架。十架椽屋前後乳袱箚牽用四柱。屋面覆蓋小青瓦，有滴水，正脊中端用泥質瓷片塑有寶珠頂，兩端施有鴟尾。徹上明造。面闊三間9.8公尺，進深三間12.7公尺，通高7.1公尺。柱徑0.4公尺，紅砂石鼓形柱礎高0.2公尺。
- 左右廂房面闊各十間21.5公尺，進深三間12.1公尺，通高5.5公尺。殿前有一大天井長11.6公尺，寬8.1公尺。

正殿右崖壁上刻有楷書“龍泓”二字現尚可辨認。在“龍泓”二字兩壁原鑿有唐代摩崖造像約60尊，現已風化較重。在後殿左側發現有一記事石碑，長1.92公尺，寬0.95公尺，厚0.1公尺。碑系清代乾隆五十一年（1786年）所鐫。此碑已於1988年端午節後由樂山市文物保護管理所移立於凌雲寺大雄寶殿左下側廂房內。